# 1505
| 1505               |
| ------------------ |
| Dødsfald - Fødsler |
|                    |

| Gregoriansk kalender | 1505 MDV                |
| Ab urbe condita      | 2258                    |
| Armensk kalender     | 954 ԹՎ ՋԾԴ              |
| Kinesiske kalender   | 4201 – 4202 甲子 – 乙丑 |
| Etiopisk kalender    | 1497 – 1498             |
| Jødisk kalender      | 5265 – 5266             |
| Hindukalendere       |                         |
| - Vikram Samvat      | 1560 – 1561             |
| - Shaka Samvat       | 1427 – 1428             |
| - Kali Yuga          | 4606 – 4607             |
| Iransk kalender      | 883 – 884               |
| Islamisk kalender    | 911 – 912               |

Konge i Danmark: Hans 1481-1513
Se også 1505 (tal)

## Begivenheder
- Spanien og Frankrig slutter fred i Blois.
- Ferdinand den Katolske indgår ægteskab med Ludvig 12.s niece.
- På vej til Indien erobrer den portugisiske vicekonge Francisco de Almeida havnebyen Mombasa i det nuværende Kenya.

## Født
- Thomas Tallis – (død 23. november 1585) var en engelsk komponist og organist.